# Анастасия Ярополковна
Анастасия Ярополковна (1074 — 3 января 1158) — княгиня минская, дочь князя волынского Ярополка Изяславича и Кунигунды Орламюндской, жена минского князя Глеба Всеславича.

## Упоминания

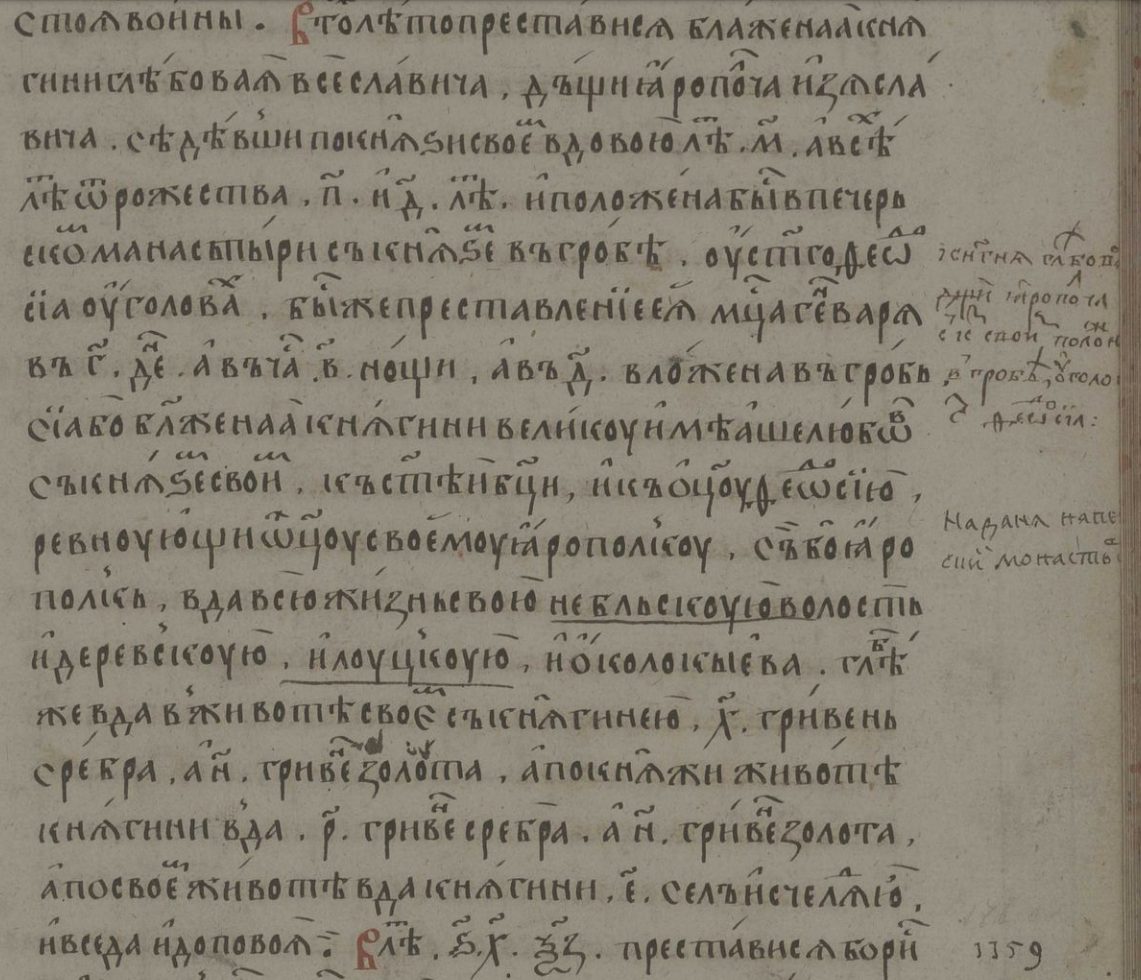
Энкомий княгине Ярополковне Минской в Киевской летописи

В летописях Анастасия упоминается всего раз, в год своей смерти. Это упоминание интересно прежде всего с точки зрения истории церкви. Под 1158 годом летописец указал, что 3 января на 84 году жизни в 2 часа ночи скончалась Ярополковна, вдова князя Глеба, пережив своего мужа на 40 лет, похоронена 4-го числа в Успенском соборе Киево-Печерского монастыря рядом с ракой св. Феодосия Печерского вместе с мужем. Она завещала 5 сёл с челядью и вообще всё своё имущество монастырю.

## Брак и дети
Время, когда был заключён брак между Анастасией и Глебом Всеславичем, в точности неизвестно, но его можно рассчитать. Известно, что после убийства Ярополка в 1086 году Кунигунда уехала в Германию, забрав с собой младшую дочь, где та вышла замуж. Анастасия же осталась на Руси, вероятно потому, что уже была на попечении мужа или, по крайней мере, была посватана. В то время замуж выдавали с 12 лет, что позволяет указать 1086 год как примерное время свадьбы. Впрочем, иногда в таком качестве указывают начало 1090-х годов. Л. В. Алексеев считал, что Анастасия была посватана за Глеба в начале 1073 года, что послужило поводом для конфликта между Изяславом Ярославичем и его младшими братьями, но в 1073 году Анастасия ещё не родилась.
Сыновья:
- Ростислав (ум. ок. 1165), князь Минский 1146—1151, 1159—1165(?), князь Полоцкий 1151—1159
- Володарь (ум. после 1167), князь Городцовский 1146—1167(?), князь Минский 1151—1159, 1165(?) — 1167, князь Полоцкий 1167
- Всеволод (ум. 1159/1162), князь Изяславский 1151—1159, князь Стрежевский 1159 — до 1162
- Изяслав (ум. 1134)

Историк А. В. Назаренко сомневался, что Ростислав был сыном Глеба от Анастасии, предполагая, что он мог быть сыном от неизвестного первого брака. Причиной для сомнения послужило то, что в таком случае Ростислав женился на своей троюродной сестре, что не позволялось церковью, но иногда случалось. Впрочем, происхождение жены Ростислава не установлено однозначно, так что Ростислав вполне может быть сыном Анастасии.

## Память

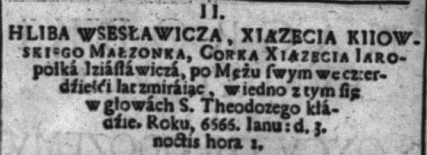
Отрывок из «Тератургимы» с эпитафией Анастасии и её мужу

В Киево-Печерской лавре долго жила память о Глебе и Анастасии. Соборный монах киевского печерского монастыря Афанасий Кальнофойский в своём сочинении «Тератургима», написанном в 1638 году, среди эпитафий фундаторам Лавры приводит и эпитафию Глебу Всеславичу и его жене со стихотворным посвящением. А автор Киевского Синопсиса вероятно даже предпринимал разыскания, чтобы выяснить имя княгини (в эпитафии оно не упоминается).